# Trattato di Kalisz (1343)
Il trattato di Kalisz (in tedesco Vertrag von Kalisch; in polacco Pokój kaliski) fu un'intesa di pace firmata l'8 luglio 1343 dal re Casimiro III il Grande del Regno di Polonia e dall'Ordine teutonico. La Polonia riconquistò la Cuiavia e la Terra di Dobrzyń (Dobrin), ma in cambio perse la Terra di Chełmno e altri territori a favore dei Cavalieri.

## Antefatti

### Contesto storico
La siglatura del trattato di Kalisz nel 1343 fu preceduta da una lunga serie di attività diplomatiche e legali che interessarono il sovrano polacco. In tale contesto storico fu interpellato anche l'intervento del pontefice, che all'epoca era papa Benedetto XII. Questi non confermò le decisioni statuite da un lodo arbitrale che ebbe luogo a Varsavia del 1339. In quell'occasione, alla presenza di delegati di Benedetto XII, della Polonia e dell'Ordine teutonico, fu deciso che la Polonia avrebbe avuto diritto alla restituzione delle terre contese, assegnando un indennizzo pari a 194 500 grzywna. Presto l'Ordine teutonico chiese di riesaminare la questione. Nel 1339, il Gran maestro Dietrich von Altenburg sottopose all'attenzione della curia papale un documento che l'Ordine teutonico aveva registrato nel 1309, in concomitanza della firma del trattato di Soldin siglato con i margravi di Brandeburgo. Da esso emergeva che è emerso che a Ravenna, nel dicembre del 1231, gli Ascanidi furono infeudati con il Ducato di Pomerania dall'imperatore Federico II di Svevia. Questa concessione, la quale in verità già aveva avuto luogo sotto Federico Barbarossa, venne rinnovata l'8 gennaio 1295 a Mühlhausen.
Il successore di Benedetto XII, papa Clemente VI, si rivelò più propenso a sostenere le rivendicazioni dell'Ordine teutonico.

## Rilevanza storica
Il trattato concluse formalmente la guerra polacco-teutonica del 1326-1332, ponendo fine agli annosi scontri diplomatici sulla Pomerelia, compresa Danzica, che innescarono la guerra. Quest'area era in possesso dell'Ordine teutonico sin dal 1308, che la riteneva propria di diritto sulla base del trattato di Soldin del 1309 insieme alla marca di Brandeburgo. Nel trattato di Kalisz, il re Casimiro III giurò di non rivendicare la Pomerelia, la Terra di Chełmno e la terra di Michałów. In cambio, Casimiro III riottenne la Cuavia e la terra di Dobrin, che fu conquistata dall'Ordine teutonico tra il 1329 e il 1332. L'accordo confermò anche sette città: Poznań e Kalisz nella Grande Polonia, Włocławek e Brześć Kujawski nella Cuiavia, nonché Cracovia, Sandomierz e Nowy Sącz nella Piccola Polonia.
Il trattato prevedeva concessioni territoriali da parte della Polonia, ma andava firmato dal punto di vista della ragion di Stato polacca. Nonostante il verdetto della Curia romana di Avignone nel processo di Varsavia del 1339, il quale affermava che alla Polonia appartenevano, non solo la Cuavia e la terra di Dobrin, ma anche la Pomerelia compresa Danzica, la Terra di Chełmno e la terra di Michałów, lo Stato monastico dell'Ordine teutonico decise di non cedere quei territori.

## Eventi successivi
Dopo il trattato, sebbene la Pomerelia rimase contesa, seguirono 66 anni di pace tra il Regno di Polonia e l'Ordine teutonico, fino a quando il conflitto scoppiò nuovamente nella guerra polacco-lituano-teutonica del 1409. Con il trattato di Toruń del 1466, la Corona del Regno di Polonia riprese le terre della Pomerelia, che furono allora incorporate nella Prussia reale.